# Mönchehof (Espenau)

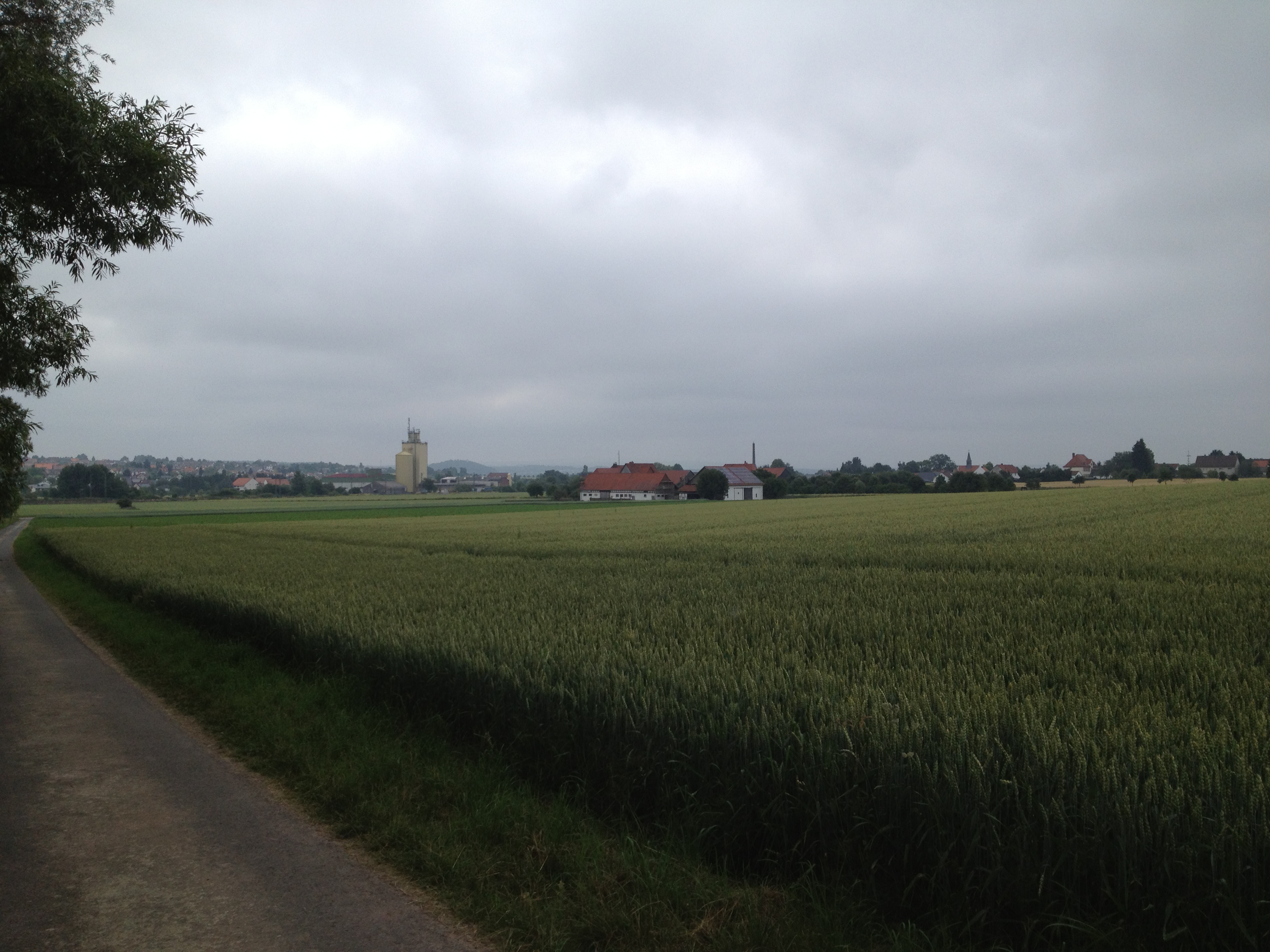
Blick auf Mönchehof

Mönchehof mit Schäferberg ist ein Ortsteil der Gemeinde Espenau im nordhessischen Landkreis Kassel.

## Geographie
Mönchehof liegt 8,5 km nordwestlich von Kassel zwischen dem Habichtswald im Südwesten und dem Reinhardswald im Nordosten. Im Osten verläuft die 1848 eröffnete Bahnstrecke Kassel–Warburg und im Westen die Bundesstraße 83. Durch Hohenkirchen führt die Landesstraße 3217.

## Geschichte
Mönchehof wurde an der Stelle des um 1200 zur Wüstung gewordenen Hadebrachthausen, das vor 1100 entstanden ist, erbaut und im Jahre 1503 erstmals urkundlich erwähnt. 1216 errichtete das Kloster Hardehausen einen Hof, der später den Namen Mönchhof führte. Er wurde damals von zwei Zisterzienser-Mönchen bewirtschaftet. So erklärt sich auch der Ortsname, der um 1503 mit Monchhofe  und ab 1767 dann mit dem heutigen Namen genannt ist. 1906/07 wurde die evangelische Kirche im Ort erbaut.
1943 wurde im Westen des Ortes, heute direkt an der Bundesstraße gelegen, das Zwangsarbeiterlager der Firma Henschel errichtet. Nach Kriegsende siedelten sich hier Emigranten und Heimatvertriebene an, so dass die Siedlung Schäferberg entstand, der sich später mit Mönchehof vereinigte.
Am 1. Dezember 1970 wurde die Gemeinde Espenau durch den freiwilligen Zusammenschluss der bisher selbständigen Gemeinden Hohenkirchen und Mönchehof neu gebildet.

## Infrastruktur
In Mönchehof gibt es eine Grundschule.
Der Bahnhof Espenau-Mönchehof liegt an der Bahnstrecke Kassel–Warburg und wird von der NVV-Linie RT1 bedient.
| Linie | Verlauf | Takt                                       |
| ----- | --- | ------------------------------------------ |
| RT1   | Hofgeismar-Hümme – Hofgeismar – Grebenstein – Immenhausen – Espenau-Mönchehof – Vellmar-Obervellmar – Vellmar-Osterberg/EKZ – Kassel Jungfernkopf – Kassel-Harleshausen – Kassel-Kirchditmold – Kassel Hbf (tief) – Scheidemannplatz – Wilhelmsstraße/Stadtmuseum – Rathaus/Fünffensterstraße – Rathaus – Friedrichsplatz – Königsplatz – Am Stern – Holländischer Platz/Universität – Halitplatz – Hauptfriedhof – Wiener Straße – Holländische Straße Stand: Fahrplanwechsel Dezember 2021 | 30 min (werktags) 60 min (sonn-/feiertags) |

Für die unter Denkmalschutz stehenden Kulturdenkmäler des Ortes siehe Liste der Kulturdenkmäler in Mönchehof.